# Bratia Karamazovy
Bratia Karamazovy (cirílico: Братья Карамазовы; bra: Os Irmãos Karamazov) é um filme de drama soviético de 1969 dirigido por Kirill Lavrov, Ivan Pyryev e Mikhail Ulyanov.
Foi indicado ao Oscar de melhor filme estrangeiro na edição de 1970, representando a União Soviética.

## Elenco
- Mikhail Ulyanov - Dmitri Karamazov
- Lionella Pyryeva - Grushenka
- Kirill Lavrov - Ivan Karamazov
- Andrey Myagkov - Alyosha Karamazov
- Mark Prudkin - Fyodor Pavlovich Karamazov
- Svetlana Korkoshko - Yekaterina Ivanovna
- Valentin Nikulin - Pavel Smerdyakov
- Pavel Pavlenko - Zosima
- Andrei Abrikosov - Kuzma Kuzmich Samsonov
- Gennadi Yukhtin - Paisi
- Anatoli Adoskin
- Rada Volshaninova - Gipsy
- Tamara Nosova - Marya Kondratyevna
- Nikita Podgorny - Mikhail Osipovich Rakitin
- Ivan Lapikov - Lyagavyj